# Cinéma toulou
Cet article concerne le cinéma en toulou. Pour le cinéma indien en général, voir Cinéma indien.
Le cinéma toulou, parfois surnommé Coastalwood, désigne l'industrie régionale du cinéma indien en langue toulou dans les États du Karnataka et du Kerala.   

## Histoire
L'industrie cinématographique toulou produit 5 à 7 films par an. Le premier film de Tulu réalisé est Enna Thangadi sorti en 1971. Au départ, les films étaient sortis dans les salles de cinéma de la région de Tulu Nadu mais actuellement, l'industrie cinématographique toulou connaît une croissance telle que les films sortent simultanément dans les régions de Mangalore, Udupi, Mumbai, Bangalore et du Golfe. 
Le film toulou Suddha, acclamé par la critique, a remporté le prix du meilleur film indien au Festival Cinefan du cinéma asiatique et arabe d'Osian qui s'est tenu à New Delhi en 2006. En 2011, l'industrie cinématographique toulou est marqué par la sortie du film Oriyardori Asal. Le film s'est avéré être le plus grand succès de l'histoire du cinéma toulou.
Chaali Polilu est le film le plus ancien de l'industrie cinématographique toulou. Ce film est le film le plus rentable de l'industrie cinématographique de Tulu. Il est resté pendant 470 jours dans le classement PVR Cinemas de Mangalore. 
Le 27 février 2016, TheTimes Of India publie un rapport  sur l'industrie du cinéma toulou où il est observé que, pendant une période de 45 ans entre 1971 à 2011, seuls 45 films ont été diffusés, alors qu'entre 2011 et 2016, 21 films ont été réalisés. Il a également identifié Oriyardori Asal (avec plus de 1000 projection pendant une période  de 175 jours dans les régions du sud du Karnataka) comme un tournant dans l'histoire de cette industrie. Le rapport indique que le film Chaali Polilu, une comédie sociale de 2014 réalisée par Virendra Shetty Kavoor, a également battu des records, avec 470 projections dans un multiplex de Mangaluru. Les auteurs du rapport estiment que malgré des budgets modestes de 40 lakh à 60 lakhs de roupies, les films toulous se démarquaient par leur touche de réalité. 
Pour un bassin de population d'environ 2 millions de personnes, le public principal des films toulous est limité aux deux districts Dakshina Kannada, Udupi et Kasargod taluk. Ils connaissent également des sorties limitées à Mumbai, Bengaluru et Dubaï. 
Le film de 2014 Madime a été adapté en marathi, devenant ainsi le premier film toulou à être adapté dans une autre langue.
Ashwini Kotiyan (Chaya Harsha) est devenue la première réalisatrice dans l'industrie toulou lorsqu'elle réalise le film Namma Kudla.

## Liste des principaux films toulous
| Année | Film                      | Producteur                        | Réalisateur            |
| ----- | ------------------------- | --------------------------------- | ---------------------- |
| 1971  | Enna Thangadi             |                                   |                        |
| 1971  | Dareda Budedi             | KNTaylor                          |                        |
| 1972  | Bisatti Babu              |                                   |                        |
| 1973  | Koti Chennaya             |                                   | Vishu Kumar            |
| 1978  | Kariyani Kattandi Kandani | Aroor Bhimarao                    |                        |
| 1993  | Bangar Patler             |                                   | Richard Castelino      |
|       | 8 septembre               |                                   | Richard Castelino      |
|       | Sudda                     |                                   |                        |
| 2014  | Nirel                     | Shodhan Prasad San Poojary        | Ranjith Bajpe          |
| 2014  | Chaali Polilu             | Prakash Pandeshwar                | Virendra Shetty Kavoor |
| 2014  | Madime                    |                                   | Vijaykumar Kodialbail  |
| 2015  | Dhand                     | Shodhan Prasad                    | Ranjith Bajpe          |
| 2015  | Chandi Kori               | Sharmila Kapikad et Sachin Sunder | Devadas Kapikad        |
| 2019  | Girgit                    |                                   | Roopesh Shetty         |